# Паверв'ю-Пайн-Фоллс
Паверв'ю-Пайн-Фоллс (англ. Powerview-Pine Falls) — містечко в Канаді, у провінції Манітоба, у складі сільського муніципалітету Александер.

## Населення
За даними перепису 2016 року, містечко нараховувало 1316 осіб, показавши зростання на 0,2%, порівняно з 2011-м роком. Середня густина населення становила 262 осіб/км².
З офіційних мов обидвома одночасно володіли 235 жителів, тільки англійською — 1 050, тільки французькою — 5, а 5 — жодною з них. Усього 80 осіб вважали рідною мовою не одну з офіційних, з них 10 — одну з корінних мов, а 10 — українську.
Працездатне населення становило 56,6% усього населення, рівень безробіття — 13,8% (16,4% серед чоловіків та 11,3% серед жінок). 87,1% осіб були найманими працівниками, а 10,3% — самозайнятими.
Середній дохід на особу становив $39 260 (медіана $29 376), при цьому для чоловіків — $49 559, а для жінок $30 948 (медіани — $37 035 та $25 344 відповідно).
22% мешканців мали закінчену шкільну освіту, не мали закінченої шкільної освіти — 31,7%, 46,3% мали післяшкільну освіту, з яких 29,5% мали диплом бакалавра, або вищий, 10 осіб мали вчений ступінь.
| Статево-вікова структура населення | Статево-вікова структура населення | Статево-вікова структура населення | Статево-вікова структура населення | Статево-вікова структура населення |
| ---------------------------------- | ---------------------------------- | ---------------------------------- | ---------------------------------- | ---------------------------------- |
|                                    |                                    |                                    |                                    |                                    |
| Всього                             | Всього                             | 47,1%52,9%                         |                                    |                                    |
| 0 — 14 років                       | 0 — 14 років                       |                                    | 22,1%                              | 22,1%                              |
| 15 — 64 років                      | 15 — 64 років                      |                                    | 60,1%                              | 60,1%                              |
| 65 і більше                        | 65 і більше                        |                                    | 17,9%                              | 17,9%                              |
| 85 і більше                        | 85 і більше                        |                                    | 3,4%                               | 3,4%                               |
| 100 і більше                       | 100 і більше                       |                                    | 0,4%                               | 0,4%                               |
| Середній вік (років)               | Середній вік (років)               | 39,340,6                           | 40,0                               | 40,0                               |
| Медіана (років)                    | Медіана (років)                    | 39,438,8                           | 39,0                               | 39,0                               |
| — чоловіки — жінки                 |                                    |                                    |                                    |                                    |

| Походження мешканців:     | Походження мешканців:     | Походження мешканців: | Походження мешканців: | Походження мешканців: |
| ------------------------- | ------------------------- | --------------------- | --------------------- | --------------------- |
| Походження                |                           |                       | осіб                  | %                     |
| Корінні американці        | Корінні американці        |                       | 595                   | 45.95%                |
| Інше північноамериканське | Інше північноамериканське |                       | 400                   | 30.89%                |
| Європейське               | Європейське               |                       | 755                   | 58.3%                 |
| британське                | британське                |                       | 375                   | 28.96%                |
| французьке                | французьке                |                       | 420                   | 32.43%                |
| українське                | українське                |                       | 120                   | 9.27%                 |
| Карибське                 | Карибське                 |                       | 10                    | 0.77%                 |
| Африканське               | Африканське               |                       | 25                    | 1.93%                 |
| Азійське                  | Азійське                  |                       | 125                   | 9.65%                 |

| Зайнятість населення за галузями (за класифікацією NOC): | Зайнятість населення за галузями (за класифікацією NOC): | Зайнятість населення за галузями (за класифікацією NOC): | Зайнятість населення за галузями (за класифікацією NOC): | Зайнятість населення за галузями (за класифікацією NOC): |
| -------------------------------------------------------- | -------------------------------------------------------- | -------------------------------------------------------- | -------------------------------------------------------- | -------------------------------------------------------- |
|                                                          |                                                          |                                                          |                                                          |                                                          |
| Управління                                               | Управління                                               |                                                          | 5,3%                                                     | 5,3%                                                     |
| Бізнес, фінанси та адміністрування                       | Бізнес, фінанси та адміністрування                       |                                                          | 10,6%                                                    | 10,6%                                                    |
| Природничі та прикладні науки                            | Природничі та прикладні науки                            |                                                          | 1,8%                                                     | 1,8%                                                     |
| Охорона здоров'я                                         | Охорона здоров'я                                         |                                                          | 8%                                                       | 8%                                                       |
| Освіта, правозахист, муніципальні та урядові служби      | Освіта, правозахист, муніципальні та урядові служби      |                                                          | 25,7%                                                    | 25,7%                                                    |
| Роздрібна торгівля та послуги                            | Роздрібна торгівля та послуги                            |                                                          | 30,1%                                                    | 30,1%                                                    |
| Гуртова торгівля, транспорт та обладнання                | Гуртова торгівля, транспорт та обладнання                |                                                          | 14,2%                                                    | 14,2%                                                    |
| Природні ресурси, сільське господарство                  | Природні ресурси, сільське господарство                  |                                                          | 3,5%                                                     | 3,5%                                                     |
| Виробництво                                              | Виробництво                                              |                                                          | 1,8%                                                     | 1,8%                                                     |

## Клімат
Середня річна температура становить 2°C, середня максимальна – 22,9°C, а середня мінімальна – -24,4°C. Середня річна кількість опадів – 509 мм.
| Клімат поселення                              | Клімат поселення | Клімат поселення | Клімат поселення | Клімат поселення | Клімат поселення | Клімат поселення | Клімат поселення | Клімат поселення | Клімат поселення | Клімат поселення | Клімат поселення | Клімат поселення | Клімат поселення |
| Показник                                      | Січ.             | Лют.             | Бер.             | Квіт.            | Трав.            | Черв.            | Лип.             | Серп.            | Вер.             | Жовт.            | Лист.            | Груд.            |                  |
| Середній максимум, °C                         | −12,09           | −8,39            | −1,33            | 8,75             | 16,73            | 22,30            | 22,86            | 21,72            | 15,75            | 8,94             | −0,9             | −10,7            |                  |
| Середня температура, °C                       | −18,27           | −14,58           | −7,51            | 2,60             | 10,57            | 16,16            | 19,08            | 17,96            | 11,99            | 5,20             | −4,68            | −14,46           |                  |
| Середній мінімум, °C                          | −24,43           | −20,74           | −13,69           | −3,6             | 4,40             | 10,00            | 15,33            | 14,20            | 8,22             | 1,42             | −8,44            | −18,23           |                  |
| Норма опадів, мм                              | 21               | 15               | 22               | 27               | 52               | 84               | 74               | 68               | 58               | 40               | 27               | 21               |                  |
| Середньомісячна швидкість вітру, м/с          | 3.40             | 3.40             | 3.60             | 3.70             | 3.84             | 3.60             | 3.40             | 3.50             | 3.88             | 4.10             | 4.00             | 3.50             |                  |
| Середньомісячна сонячна радіація, кДж/м²·день | 4158             | 7515             | 12532            | 17215            | 20166            | 20956            | 21241            | 17939            | 12132            | 7104             | 3974             | 3042             |                  |
| --------------------------------------------- | ---------------- | ---------------- | ---------------- | ---------------- | ---------------- | ---------------- | ---------------- | ---------------- | ---------------- | ---------------- | ---------------- | ---------------- | ---------------- |
| Джерело:                                      |                  |                  |                  |                  |                  |                  |                  |                  |                  |                  |                  |                  |                  |